# Chana Gitla Kowalska

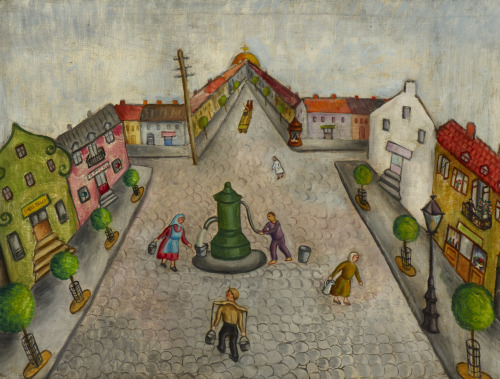
Shtetl (1934)

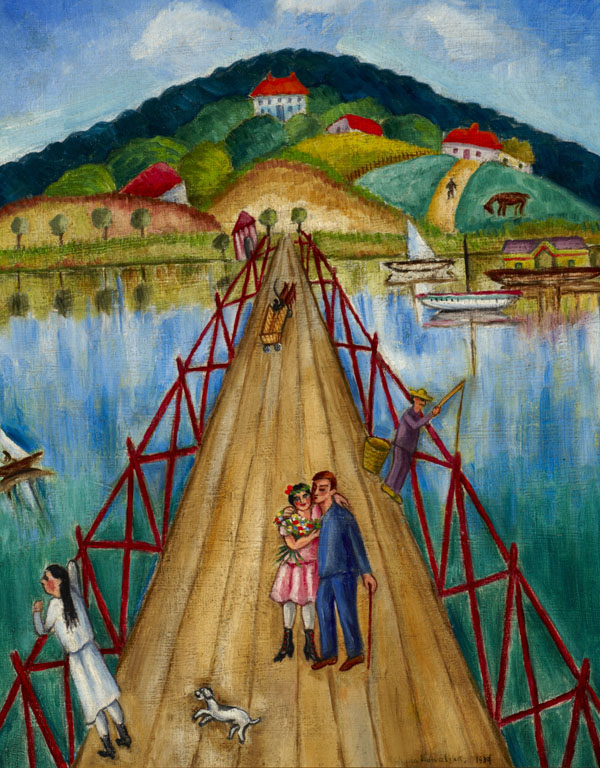
Brücke (1937)

Chana Gitla Kowalska (geboren 1907 in Włocławek, Kaiserreich Russland; gestorben 1942 oder 1943 im KZ Auschwitz) war eine polnisch-französische Malerin.

## Leben
Chana Gitla Kowalska war die Tochter des Rabbiners Jehuda Lejb Kowalski, in dessen Haus der Schriftsteller Schalom Asch seine ersten Werke verfasste. 1922 ging sie zum Kunststudium nach Berlin, wo sie ihren zukünftigen Ehemann, den Schriftsteller Boruch Winogoura, kennenlernte. Sie zog dann in das Künstlerviertel Montparnasse in Paris und schloss sich einer jüdischen, kommunistischen Künstlergruppierung an. In Paris hatte sie kein eigenes Atelier.
Neben der Malerei schrieb sie für jiddische Zeitungen, war in der jüdischen Kultur-Liga aktiv und arbeitete als Sekretärin für die Association des peintres et sculpteurs juifs (deutsch Verein der jüdischen Maler und Bildhauer). 1937 nahm sie in Paris am Congrès International de Défense de la Culture Juive contre le nazisme (deutsch Internationaler Kongress zur Verteidigung der jüdischen Kultur gegen den Nationalsozialismus) teil. Nach dem Waffenstillstand 1940 schlossen sie und ihr Mann sich der Résistance an und waren zeitweise im Gefängnis La Santé inhaftiert. Beide wurden am 18. September 1942 mit dem Konvoi 34 vom Lager Drancy in das Konzentrationslager Auschwitz deportiert.